# Parker (Kansas)
Parker és una població dels Estats Units a l'estat de Kansas. Segons el cens del 2000 tenia 281 habitants.

## Demografia
Segons el cens del 2000, Parker tenia 281 habitants, 96 habitatges, i 67 famílies. La densitat de població era de 387,5 habitants/km².
Dels 96 habitatges en un 43,8% hi vivien nens de menys de 18 anys, en un 59,4% hi vivien parelles casades, en un 8,3% dones solteres, i en un 29,2% no eren unitats familiars. En el 24% dels habitatges hi vivien persones soles el 8,3% de les quals corresponia a persones de 65 anys o més que vivien soles. El nombre mitjà de persones vivint en cada habitatge era de 2,93 i el nombre mitjà de persones que vivien en cada família era de 3,59.
Per edats la població es repartia de la següent manera: un 34,9% tenia menys de 18 anys, un 9,6% entre 18 i 24, un 31,3% entre 25 i 44, un 11,4% de 45 a 60 i un 12,8% 65 anys o més.
L'edat mediana era de 30 anys. Per cada 100 dones de 18 o més anys hi havia 92,6 homes.
La renda mediana per habitatge era de 24.531 $ i la renda mediana per família de 30.625 $. Els homes tenien una renda mediana de 31.250 $ mentre que les dones 21.250 $. La renda per capita de la població era de 10.110 $. Entorn del 19,2% de les famílies i el 23,3% de la població estaven per davall del llindar de pobresa.

## Poblacions més properes
El següent diagrama mostra les poblacions més properes.